# Rudolf Tajcnár
Rudolf Tajcnár (17. dubna 1948 Bratislava, Československo – 30. července 2005, Bratislava, Slovensko) byl slovenský hokejový obránce. Reprezentoval Československo na několika mezinárodních turnajích a získal zlatou medaili na mistrovství světa 1972.
Je členem slovenské hokejové síně slávy.

## Hráčská kariéra
V nejvyšší československé lize hrál během základní vojenské služby za tým Dukly Košice, po jeho transformaci na civilní mužstvo za TJ VSŽ Košice. Následně působil ve Slovanu Bratislava, kde vytvořil známou obrannou dvojici spolu s Milanem Kuželou. Jeho předností byla tvrdost, nekompromisnost v obranných zákrocích včetně přehledu i dělové rány od modré. V československé lize odehrál přes 300 zápasů a vstřelil 63 gólů.
V osobním životě byl přímý, neměl rád faleš či pokrytectví, proto mu politický systém nevyhovoval a měl problémy s StB. Sportovně však limitován nebyl. Přesto se v roce 1976 dobrovolně rozhodl emigrovat. Byl domluvený s trenérem Křenem, že ho vezme do švýcarského týmu HC Ambrì-Piotta. Zástupci československého hokejového svazu mu však vydali několikaletý zákaz činnosti a u Mezinárodní hokejové federace došlo k potvrzení dvouletého zákazu ve všech evropských soutěžích řízených IIHF. Přestože se mu do zámoří nechtělo, byla to jediná možnost, jak pokračovat v jeho oblíbené hře.
Jeho působení lze považovat za úspěšné, v sezóně 1977/1978 působil v týmu AHL Maine Mariners, který v tomto ročníku získal Calder Cup. Další sezónu nastupoval za Spokane Flyers (farmu Philadelphie Flyers). Dva zápasy stihl i ve WHA, kde oblékl dres Edmontonu. Kariéru zakončil ve Švýcarsku v týmu HC Ambrì-Piotta.
V reprezentačním dresu odehrál 54 zápasů a vstřelil 9 gólů. Z Mistrovství světa 1971 si přivezl stříbrnou medaili, o rok později získal na pražském šampionátu zlato. Startoval také na Zimních olympijských hrách 1972, kde československému národnímu týmu pomohl k zisku bronové medaile.
Po ukončení hokejové kariéry se stáhl do ústraní. Zemřel 30. července 2005 v Bratislavě na selhání srdce.